# Hendes Hjertes Ridder
Hendes Hjertes Ridder er en dansk stumfilm fra 1918, der er instrueret af Robert Dinesen efter manuskript af Harriet Bloch.

## Handling
Denne artikel mangler et handlingsreferat. Hjælp os med at skrive det.

## Medvirkende
- Dagmar Wildenbrück - Enkefru Constance Cavelli
- Else Frölich - Mira, Constances adoptivdatter
- Oscar Stribolt - Claude Cavelli, advokat, Constances nevø
- Valdemar Psilander - Leon d'Ouchams, Claudes sekretær
- Agnes Andersen - Wanda Arragon, danserinde
- Johanne Krum-Hunderup
- Ebba Lorentzen